# Андрейково (Лотошинский район)
Андрейково — деревня в Лотошинском районе Московской области России.
Относится к сельскому поселению Микулинское, до реформы 2006 года относилась к Савостинскому сельскому округу. По данным Всероссийской переписи 2010 года численность постоянного населения составила 4 человека (1 мужчина, 3 женщины).

## География
Расположена в восточной части сельского поселения, на правом берегу реки Лоби, впадающей в Шошу, примерно в 15 км к северо-востоку от районного центра — посёлка городского типа Лотошино. Ближайшие населённые пункты — деревня Палкино и село Щеглятьево.

## Исторические сведения
По сведениям 1859 года Андрейково — казённая деревня 2-го стана Волоколамского уезда Московской губернии по правую сторону Старицко-Зубцовского тракта от города Волоколамска до села Ярополча (до левого берега реки Ламы), при реке Лоби, в 32 верстах от уездного города, с 25 дворами и 181 жителем (83 мужчины, 98 женщин).
По данным на 1890 год в деревне имелось земское училище.
До 1929 года входила в состав Ошейкинской волости. По материалам Всесоюзной переписи населения 1926 года деревня относилась к Шестаковскому сельсовету, в ней проживало 230 человек (99 мужчин, 131 женщина), насчитывалось 50 хозяйств, была школа.

## Население
| 1852 | 1859 | 1926 | 2002 | 2006 | 2010 |
| ---- | ---- | ---- | ---- | ---- | ---- |
| 177  | ↗181 | ↗230 | ↘5   | →5   | ↘4   |